# پل آلکونتار
پل آلکونِتار (به اسپانیایی: Puente de Alconétar)، همچنین به عنوان پوئنته دِ مانتیبله شناخته می‌شود، یک پل قوسی رومی در منطقه اکسترمادورا، اسپانیا است. این سازه باستانی که دارای طاق‌های مسطح با نسبت دهانه به برآمدگی ۴–۵:۱ بود، یکی از قدیمی‌ترین نمونه‌ها در نوع خود است. با توجه به سبکِ طراحی آن، فرض بر این است که پل در اوایل قرن دوم پس از میلاد توسط امپراتوران تراژان یا هادریان، احتمالاً تحت هدایت آپولودوروس دمشقی، مشهورترین معمار آن زمان، ساخته شده است.
پل آلکونتار با طول تقریباً ۳۰۰ متر یکی از گذرگاه‌های رومی راه نقره، مهم‌ترین اتصال شمال به جنوب در غرب هیسپانیا، به‌شمار می‌رفت و بر فراز تاگوس، طولانی‌ترین رودخانه شبه جزیره ایبری، پل می‌زد. احتمالاً تا زمان پیروزی مسیحیان در اسپانیا پل عملیاتی بود ولی پس از آن فرو ریخت و بسیاری از تلاش‌های بازسازی در عصر مدرن اولیه توسط مهندسان اسپانیایی شکست خورد. ویرانه‌ها که عمدتاً در ساحل سمت راست رودخانه یافت می‌شدند، در سال ۱۹۷۰ برای احداث سد مخزن آلکانتارا از موقعیت اصلی خود جابه‌جا شدند.